# Seuneubok Tutong
Seuneubok Tutong is een bestuurslaag in het regentschap Aceh Timur van de provincie Atjeh, Indonesië. Seuneubok Tutong telt 219 inwoners (volkstelling 2010).